# Vultee V-11
Vultee V-11— американський легкий бомбардувальник/штурмовик часів Другої світової війни. Будувався на експорт і в основному використовувався в ВПС Китаю, Бразилії і СРСР.

## Історія створення

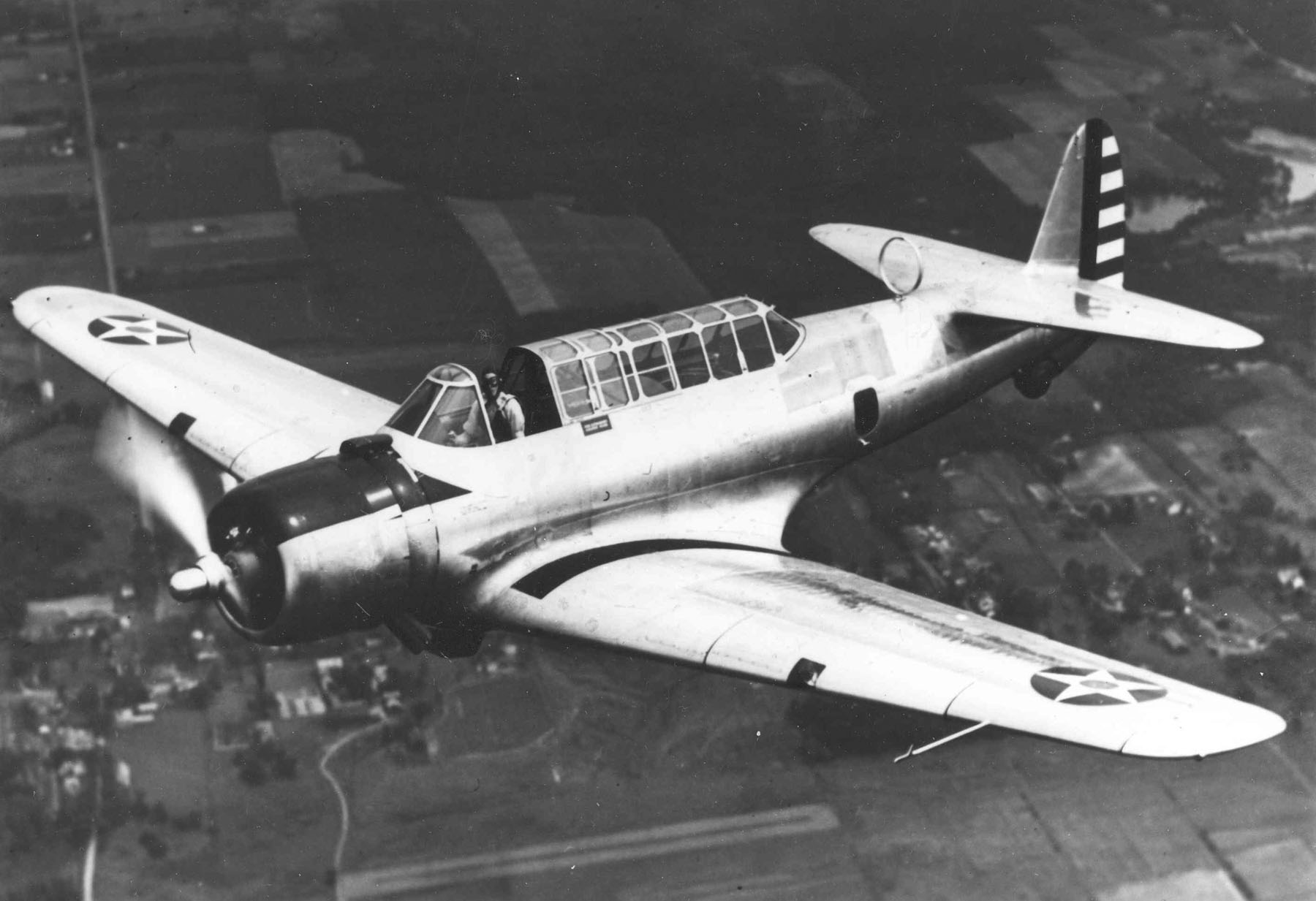
YA-19

В 1934 році в компанії Vultee почалась розробка військового літака на основі одномоторного пасажирського V-1A, який був доволі передовим літаком з шасі що складалось і аеродинамічним фюзеляжем. Військовий варіант V-11 відрізнявся новим фюзеляжем еліптичного перетину і дещо зміненим хвостовим оперенням. Прототип, оснащений двигуном R-1820-F53 потужністю 750 к.с. вперше піднявся в повітря влітку 1935 року. За потреби літак міг бути або двомісним штурмовиком, або тримісним бомбардувальником. Армія США замовила експериментальну партію з 5 літаків, які позначались YA-19, але не виявила зацікавленості, тому V-11 виготовлявся на експорт. Загалом в США і за ліцензією було виготовлено 170—180 літаків.

## Основні модифікації
- V-11G — двомісний штурмовий варіант з двигуном R-1820-G102 потужністю 850 к.с. Був озброєний чотирма 7,62-мм курсовими кулеметами, і одним в кабіні стрільця. Маса бомбового навантаження — 270 кг, максимальна — 500 кг. В 1937 році було виготовлено 20 літаків для Китаю.
- V-11GB — тримісний бомбардувальний варіант з нижньою кулеметною установкою з ще одним кулеметом. В 1937—1938 роках 40 літаків було виготовлено для Туреччини (V-11GBT), а в 1938-39 — 26 для Бразилії (V-11GB2).
- V-12C — оснащувався двигуном R-1820-G105B потужністю 1050 к.с. Курсове озброєння складалось з двох 12,7-мм і двох 7,62-мм кулеметів, по одному 7,62-мм кулемету в верхній і нижній установках. Китай замовив 16 літаків, 25 з яких було виготовлено в Китаї.
- V-12D — оснащувався двигуном R-2600 потужністю 1600 к.с. Китай замовив 52 літаки, з яких 50 мали збиратись в Китаї, але було виготовлено тільки декілька машин.
- БШ-1 — аналог V-11GB, що випускався в СРСР за ліцензією. Оснащувався двигуном М-62ІР. Озброєння складалось з шести 7,62-мм кулеметів ШКАС — чотирьох курсових і по одному в верхній і нижній установках, маса бомбового навантаження — 400 кг. Два V-11GB надійшли з США в 1936 році. Всього було виготовлено 31-38 літаків.

## Історія використання

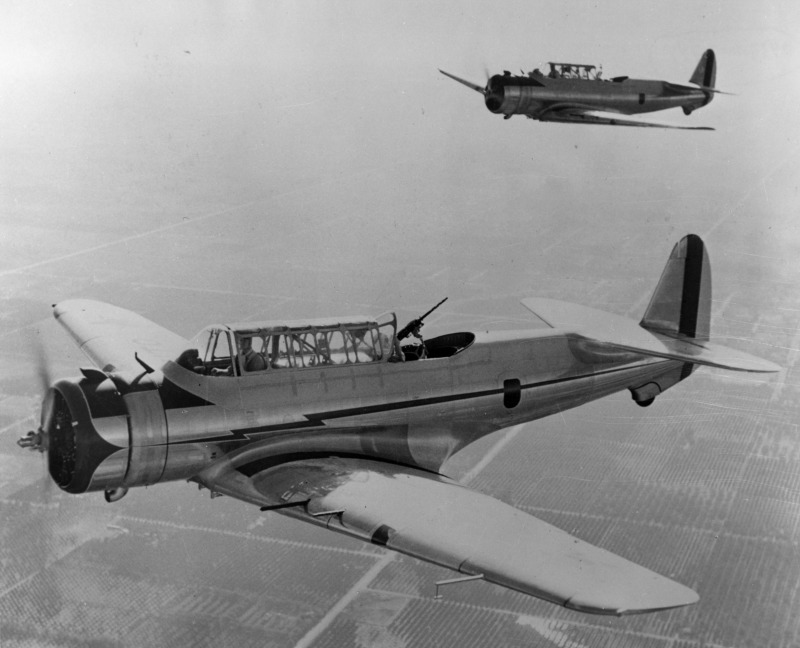
Бразильські V-11GB2

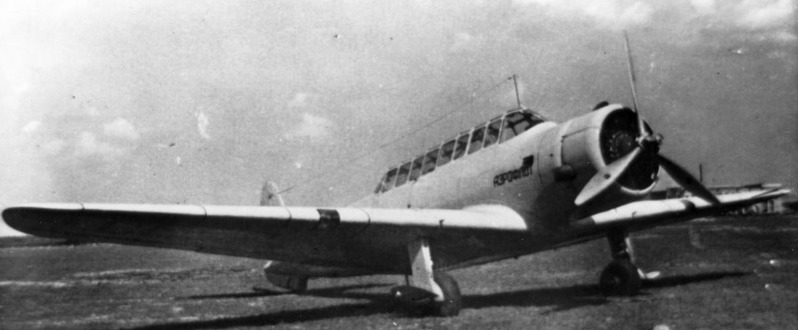
ПС-43 Аерофлоту

В ВПС Китаю літаки V-11G надійшли на озброєння 9-ї і 10-ї ескадрилей, і з січня по травень 1938 року використовувались в боях з японською армією.
V-11GB2 після вступу Бразилії в війну використовувались для патрулювання Атлантичного узбережжя. В серпні 1942 року було здійснено дві атаки на німецькі підводні човни, але жодна не була вражена. Через деякий час V-11 були зняті з озброєння.
В СРСР БШ-1 майже відразу були зняті з озброєння бойових частин і передано в цивільну авіацію, де вони використовувались як почтові під позначенням ПС-43. Після початку німецько-радянської війни їх було відкликано назад до ВПС, але в ролі зв'язкових. Останні БШ-1 використовувались аж до 1945 року.

## Тактико-технічні характеристики (V-11GB2)

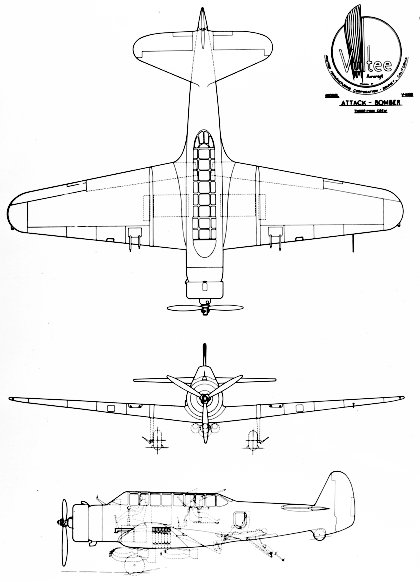
Схематичне зображення V-11GB

### Технічні характеристики
- Екіпаж: 3 чоловік
- Довжина: 11,64 м
- Висота: 3,05 м
- Розмах крил: 15,25 м
- Площа крил: 35,70 м²
- Маса порожнього: 2780 кг
- Максимальна злітна маса: 5290 кг
- Двигун: Wright R-1820-G102
- Потужність: 850 к. с.

### Льотні характеристики
- Максимальна швидкість: 335 км/год
- Практична дальність: 1600 км
- Практична стеля: 6500 м
- Швидкопідйомність: 4,1 м/c